# Mark Hamill

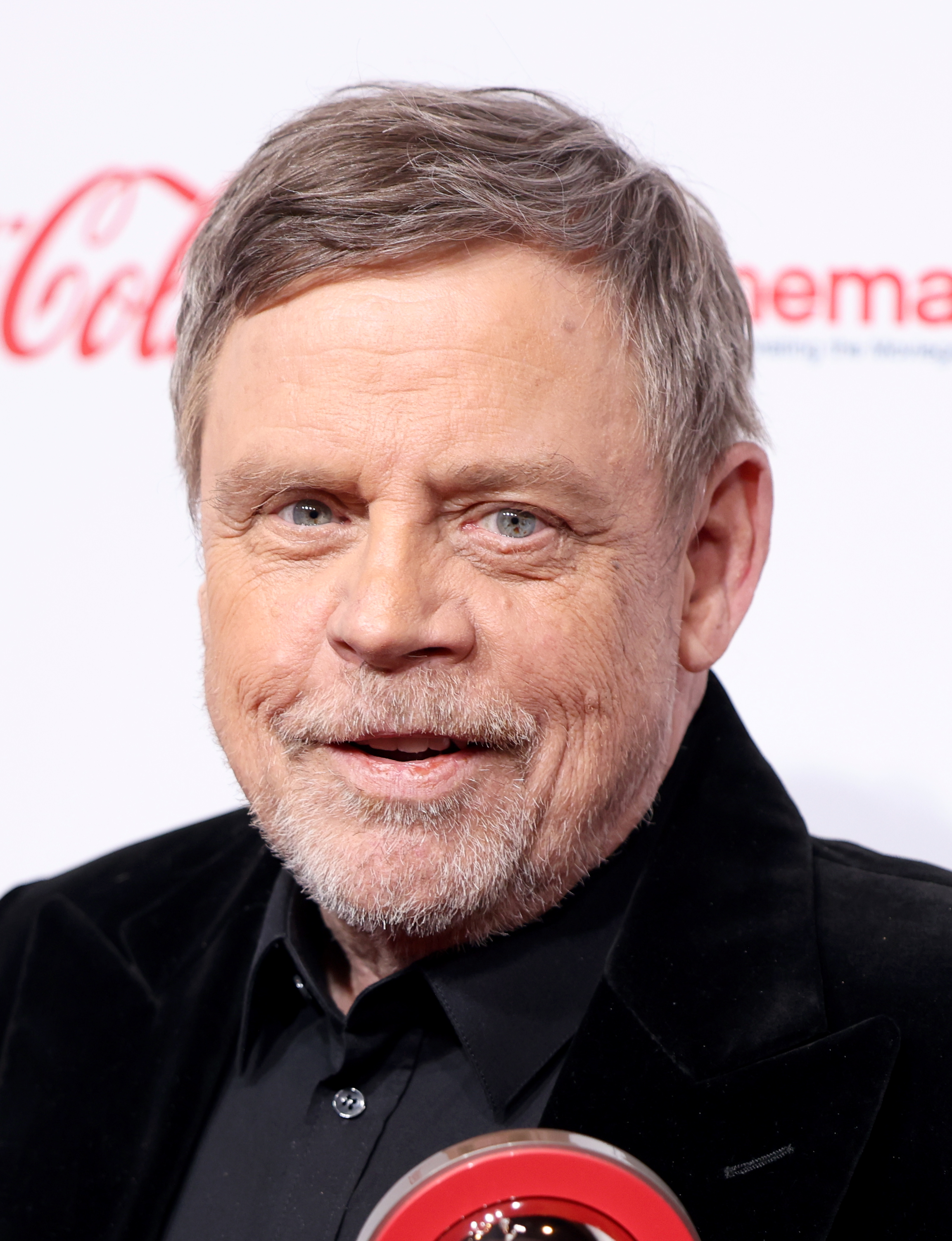
Mark Hamill (2025)

Mark Richard Hamill (* 25. September 1951 in Oakland, Kalifornien) ist ein US-amerikanischer Schauspieler und Synchronsprecher. Er wurde durch die Rolle des Luke Skywalker in sechs Star-Wars-Filmen bekannt. Erfolg hatte er auch durch die Synchronisierung des Jokers in der Batman-Zeichentrickserie.

## Leben

### Kindheit und Jugend
Mark Hamill ist der Sohn von Virginia Suzanne und William Thomas Hamill, einem ehemaligen Captain der U.S. Navy. Er ist das mittlere von sieben Kindern und hat zwei Brüder und vier Schwestern. Seine Mutter ist schwedischer Herkunft, während die Vorfahren seines Vaters aus England, Irland und Schottland stammen. Wegen der Arbeit des Vaters war die Familie oft gezwungen, ihren Wohnsitz zu wechseln, wodurch Hamill seine Schulausbildung in zwölf Jahren an neun verschiedenen Schulen absolvierte. Bis zur zehnten Klasse war er an der Annandale High School in Annandale, Virginia, seine Schulausbildung schloss er an der Nile C. Kinnick High School in Yokosuka, Japan ab. Im Sommer 1969 ging er nach Los Angeles und bezog ein Einzimmerappartement auf der Laurel Avenue. Er studierte Schauspiel am Los Angeles City College.

### Filmkarriere

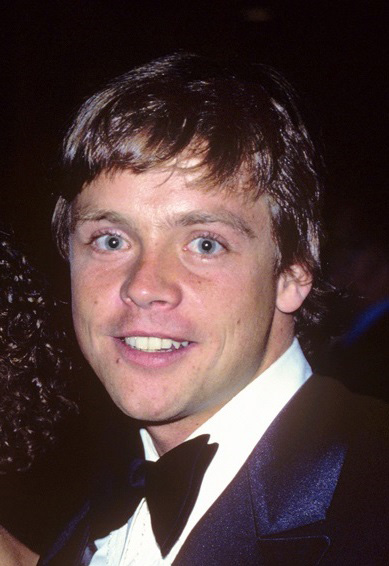
Mark Hamill (1978)

Schauspielerisch tätig wurde Hamill erstmals Anfang der 1970er Jahre. Er arbeitete zu der Zeit bei Associated Press, ehe er für die Fernsehserie Die Partridge Familie gecastet wurde. Weitere Auftritte hatte er in jenen Jahren außerdem in der TV-Serie General Hospital. 1977 kam für ihn der Durchbruch, als er in George Lucas’ Krieg der Sterne die Hauptrolle des Luke Skywalker spielen durfte.
Der mit ihm befreundete Schauspieler Robert Englund sprach für eine Rolle in Apocalypse Now vor, als er im selben Studio auf das Vorsprechen zu Krieg der Sterne aufmerksam wurde. Er überzeugte ihn davon, dass er für die Rolle des Luke Skywalker passen würde; Hamill sprach vor und wurde angenommen.
Die 11-Millionen-Dollar-Produktion Krieg der Sterne spielte 503 Millionen US-Dollar ein und führte zur damaligen Zeit die Liste der finanziell erfolgreichsten Filme weltweit an. Hamill wurde weltbekannt.
Auch in den beiden folgenden Filmen Das Imperium schlägt zurück und Die Rückkehr der Jedi-Ritter trat er in dieser Rolle auf. Für diese wurde er mit zwei Saturn Awards als bester Hauptdarsteller ausgezeichnet. Knapp 30 Jahre später kehrte er für die Star-Wars-Sequeltrilogie, die mit Das Erwachen der Macht und Die letzten Jedi begonnen und 2019 mit der abschließenden neunten Episode Der Aufstieg Skywalkers abgeschlossen wurde, in die Rolle des Luke Skywalker zurück.

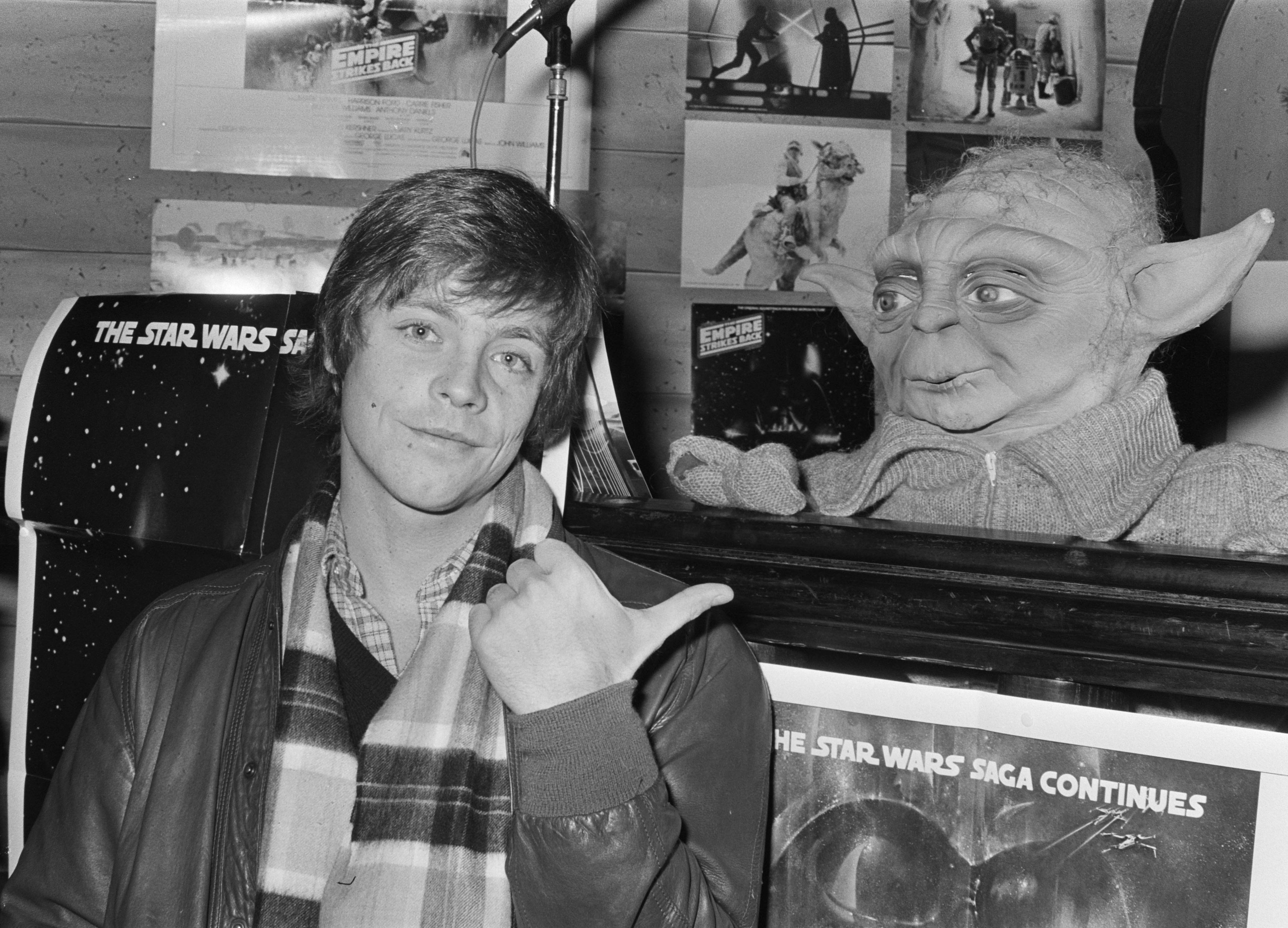
Mark Hamill mit einer Yoda-Puppe (1980)

Neben und nach der erfolgreichen ersten Star-Wars-Trilogie war er in anderen Filmen zu sehen wie The Big Red One von 1980. 1995 spielte er in John Carpenters Horrorstreifen Das Dorf der Verdammten mit. An den Erfolg der Star-Wars-Filme konnte Hamill allerdings – anders als sein Co-Star Harrison Ford – nicht mehr anknüpfen. 1998 war er in dem schwedischen Actionfilm Commander Hamilton zu sehen. Zudem war er als Bühnendarsteller aktiv und spielte in mehreren Theateraufführungen am Broadway mit, darunter das Drama Amadeus. Dies brachte ihm eine Nominierung für einen Drama Desk Award ein. Zudem sprach er für die Rolle Mozarts im Film Amadeus vor, wurde von den Produzenten jedoch mit der Begründung, sie wollen Luke Skywalker nicht im Film haben, abgelehnt.
Hamill wurde schließlich 1992 für die Zeichentrickserie Batman als Synchronsprecher für den Joker ausgewählt, nachdem die erste Wahl von Warner Brothers, Tim Curry, ausgestiegen war. Er spielte die Rolle so gut, dass er positive Kritiken für seine Darbietung erhielt, insbesondere wegen des expressiven Lachens, das er speziell für seine Rolle entwickelte und das zu einem besonderen Markenzeichen des Jokers in der Serie wurde. Hamill spielte die Rolle des Jokers, von dem er ein persönlicher Fan ist, bei dessen gesamten Auftritten im DC-Animated-Universe-Franchise, das durch den Erfolg der Zeichentrickserie losgetreten wurde, sowohl in Superman, Static Shock, Batman Beyond: Return of the Joker und Die Liga der Gerechten. In einer Folge der Liga-der-Gerechten-Serie (Flash and Substance) sprach er auch die Rolle des Superschurken Trickster, den er in der Live-Action-Serie Flash – Der Rote Blitz verkörpert hatte. Auch in The Flash trat er wieder als der Trickster auf.
Im März 2018 bekam er den 2630. Stern auf dem Hollywood Walk of Fame. Der deutsche Synchronsprecher von Mark Hamill ist üblicherweise Hans-Georg Panczak.

### Weiteres künstlerisches und politisches Engagement
Hamill verkörperte zudem in den Videosequenzen der Computerspiele Wing Commander Teil 3 (Heart of the Tiger), Teil 4 (The Price of Freedom) und Teil 5 (Prophecy) die Figur des Colonel Christopher Blair. Als Synchronsprecher war er stets sehr aktiv und zählt daher zu den meist beschäftigten überhaupt. Im LucasArts-Adventure Vollgas sprach er mehrere Figuren, unter anderem den Schurken Ripburger. Des Weiteren synchronisierte er die Hauptfigur des Detective Mosley in der Computerspielreihe Gabriel Knight, den Joker in verschiedenen Batman-Animationsserien und Computerspielen, Malefor in The Legend of Spyro sowie den Bösewicht Feuerlord Ozai in der Nick-Animationsserie Avatar – Der Herr der Elemente. Daneben lieh er dem Sidekick Der Beobachter im Action-Adventure Darksiders seine Stimme. Im Videospiel X2:Wolverine’s Revenge sprach er die Hauptfigur des Wolverine.
Einen Gastauftritt hatte Mark Hamill bei den Muppets (Nr. 89) und auch bei den Simpsons. Dort tauchte er in der 10. Staffel in der Folge Der unerschrockene Leibwächter als Schauspieler seiner Rolle in Star Wars auf. Zwei weitere Gastauftritte hatte er als Tobias LeConte in den seaQuest-Folgen Der blinde Seher (Folge 37) und Ausweglose Mission (Folge 44).
Es wird oft fälschlicherweise angenommen, dass er die Rolle des Luke Skywalker in Star Wars Jedi Knight II: Jedi Outcast und dem darauf folgenden Star Wars Jedi Knight: Jedi Academy sprach; die Stimme der Figur stammt dort allerdings von Bob Bergen.
Seit dem Jahr 2016 leiht er sein Gesicht und seine Stimme dem Charakter Lt. Cmdr. Steve „Old Man“ Colton in dem Einzelspielerableger von Star Citizen – Squadron42. Laut Hamills Aussage nahm er diesen Job an, ohne das Skript gelesen zu haben, da er, wie er sagte, dem Produzenten des Spiels, Chris Roberts, blind vertraue.
Im Jahr 2023 kommentierte er sein Engagement für die Unterstützung der Ukraine im Krieg gegen Russland (Hamill wurde Botschafter für die ukrainische Fundraising-Plattform United24; auf der Spenden für Waffen zur Verteidigung der Ukraine organisiert werden) als die wichtigste Rolle seines Lebens.

### Privatleben
Im Januar 1977 hatte Hamill einen Autounfall, bei dem er sich an Nase und Wangenknochen verletzte. Im Dezember 1978 heiratete er die Dentalhygienikerin Marilou York. Zusammen haben sie zwei Söhne, geboren 1979 und 1983, sowie eine Tochter, die 1988 geboren wurde.

## Filmografie (Auswahl)
- 1970: The Headmaster (Fernsehserie, Episode 1x07)
- 1970: Bill Cosby (The Bill Cosby Show, Fernsehserie, Episode 2x13)
- 1971: Die Partridge Familie (The Partridge Family, Fernsehserie, Episode 1x16)
- 1972: FBI (The F.B.I., Fernsehserie, Episode 7x23)
- 1972–1973: General Hospital (Seifenoper)
- 1974–1975: The Texas Wheelers (Fernsehserie, 8 Episoden)
- 1975: Petrocelli (Fernsehserie, 2 Episoden)
- 1975, 1977: Die Straßen von San Francisco (The Streets of San Francisco, Fernsehserie, 2 Episoden, verschiedene Rollen)
- 1977: Krieg der Sterne (Star Wars)
- 1978: Zwei heiße Typen auf dem Highway (Corvette Summer)
- 1978: The Star Wars Holiday Special (Fernsehfilm)
- 1980: Das Imperium schlägt zurück (The Empire Strikes Back)
- 1980: The Big Red One
- 1981: The Night the Lights Went Out in Georgia
- 1982: Britannia Hospital
- 1983: Die Rückkehr der Jedi-Ritter (Return of the Jedi)
- 1986: Unglaubliche Geschichten (Amazing Stories, Fernsehserie, Episode 1x17)
- 1989: Slipstream
- 1990: Midnight Ride
- 1991: Flash – Der Rote Blitz (Flash, Fernsehserie, 2 Episoden)
- 1991: Black Magic Woman
- 1991: Mutronics – Invasion der Supermutanten (The Guyver)
- 1992: Schlafwandler (Sleepwalkers)
- 1993: Time Warrior – Der Time Runner (Time Runner)
- 1993: Body Bags (Fernsehfilm)
- 1995: seaQuest DSV (Fernsehserie, 2 Episoden)
- 1995: Das Dorf der Verdammten (John Carpenter’s Village of the Damned)
- 1996: Outer Limits – Die unbekannte Dimension (Outer Limits, Fernsehserie, Episode 2x05)
- 1998: Commander Hamilton (Hamilton)
- 2001: Jay und Silent Bob schlagen zurück (Jay and Silent Bob Strike Back)
- 2011: Chuck (Fernsehserie, Episode 5x01)
- 2012: Sushi Girl
- 2012: Airborne – Come Die with Me (Airborne)
- 2013: Virtually Heroes
- 2013: Criminal Minds (Fernsehserie, 2 Episoden)
- 2014: The Halloween Pranksta (Fernsehfilm)
- 2014: Kingsman: The Secret Service
- 2015–2016: The Flash (Fernsehserie, 3 Episoden)
- 2015: Star Wars: Das Erwachen der Macht (Star Wars: The Force Awakens)
- 2017: Die Abenteuer von Brigsby Bär (Brigsby Bear)
- 2017: Star Wars: Die letzten Jedi (Star Wars: The Last Jedi)
- 2017: Dimension 404 (Fernsehserie, 6 Episoden)
- 2018: The Big Bang Theory (Fernsehserie, Episode 11x24)
- 2019: Knightfall (Fernsehserie, 5 Episoden)
- 2019: Star Wars: Der Aufstieg Skywalkers (Star Wars: The Rise of Skywalker)
- 2020: What We Do in the Shadows (Fernsehserie, Episode 2x06)
- 2020: The Mandalorian (Fernsehserie, Episode 2x08)
- 2022: Das Buch von Boba Fett (The Book of Boba Fett, Fernsehserie, Episode 1x06)
- 2023: The Machine
- 2023: Der Untergang des Hauses Usher (The Fall of the House of Usher, Fernsehserie, 8 Episoden)
- 2024: The Life of Chuck

## Synchronarbeiten (Auswahl)
Film und Fernsehen
- 1973: Jeannie als Corey
- 1977: Die Welt in 10 Millionen Jahren (Wizards) als Sean
- 1986: Das Schloss im Himmel (Tenkū no Shiro Rapyuta) als Muska
- 1992: Batman als Joker
- 1994: New Spider-Man (Spider-Man) als Gnom/Jason Macendale
- 1994: Die Fantastischen Vier mit neuen Abenteuern (Fantastic Four) als Maximus
- 1996: Batman und das Phantom (Batman: Mask of the Phantasm) als Joker
- 1998: Gen 13 als Matthew Callahan / Threshold
- 1998: Die Simpsons (The Simpsons) als sich selbst
- 1999: Wing Commander als Schiffscomputer Merlin (uncredited)
- 2000: Batman of the Future – Der Joker kommt zurück (Batman Beyond: Return of the Joker) als Joker
- 2000: Joseph – König der Träume (Joseph: King of Dreams) als Juda
- 2001: Die Liga der Gerechten (Justice League) als Joker, Solomon Grundy und der Trickster
- 2003: Stripperella (Dr. Cesarian)
- 2005–2008: Avatar – Der Herr der Elemente (Avatar: The Last Airbender) als Feuerlord Ozai
- 2010–2017: Regular Show – Völlig abgedreht (Regular Show) als Skips
- 2012–2013: Motorcity (Fernsehserie, 12 Episoden)
- 2012–2018: DreamWorks Dragons (Fernsehserie) als Alvin der Heimtückische
- 2014: Star Wars: The Clone Wars (Fernsehserie, eine Episode) als Darth Bane
- 2016: Batman: The Killing Joke
- 2017: Teenage Mutant Ninja Turtles (Fernsehserie, 4 Episoden) als Kavaxas
- 2018: Star Wars: Die Mächte des Schicksals (Star Wars: Forces of Destiny, Miniserie, 2 Episoden) als Luke Skywalker
- 2019: Childˋs Play als Chucky die Mörderpuppe
- 2019: Der dunkle Kristall: Ära des Widerstands (The Dark Crystal: Age of Resistance, Fernsehserie, 9 Episoden) als Der Gelehrte
- seit 2021: Masters of the Universe: Revelation (Fernsehserie) als Skeletor
- 2022–2025: Sandman (The Sandman, Fernsehserie, 4 Episoden) als Mervyn Pumpkinhead

Videospiele
- 1993: Gabriel Knight: Sins of the Fathers als Inspektor Mosley[14]
- 1994: Wing Commander 3 (Wing Commander III – Heart of the Tiger) als Christopher Blair
- 1995: Vollgas (Full Throttle) in mehreren Rollen
- 1996: Wing Commander 4 (Wing Commander IV – The Price of Freedom) als Christopher Blair
- 1997: Wing Commander: Prophecy als Christopher Blair
- 2002: Soldier of Fortune 2: Double Helix als Aaron Wilson
- 2003: X2: Wolverine’s Revenge als Wolverine
- 2008: The Legend of Spyro: Dawn of the Dragon als Malefor
- 2009: Batman: Arkham Asylum als Joker
- 2009: Darksiders als The Watcher
- 2010: Kingdom Hearts: Birth by Sleep als Meister Eraqus
- 2011: Batman: Arkham City als Joker
- 2015: Batman: Arkham Knight als Joker
- 2016: Batman: Arkham VR als Joker
- 2016: Star Citizen – Squadron 42 als Lt. Cmdr. Steve „Old Man“ Colton
- 2019: Kingdom Hearts III als Meister Eraqus

## Auszeichnungen
Saturn Award
- 1978: Nominierung in der Kategorie Bester Hauptdarsteller für Krieg der Sterne
- 1981: Auszeichnung in der Kategorie Bester Hauptdarsteller für Das Imperium schlägt zurück
- 1984: Auszeichnung in der Kategorie Bester Hauptdarsteller für Die Rückkehr der Jedi-Ritter
- 2018: Auszeichnung in der Kategorie Bester Hauptdarsteller für Star Wars: Die letzten Jedi

BAFTA Video Games Awards
- 2012: Auszeichnung in der Kategorie Performer für Batman: Arkham City (als Joker)
- 2016: Nominierung in der Kategorie Performer für Batman: Arkham Knight (als Joker)

Daytime Emmy Award
- 2015: Nominierung in der Kategorie Outstanding Performer in an Animated Program für Star Wars: The Clone Wars (als Darth Bane)
- 2019: Nominierung in der Kategorie Outstanding Performer in an Animated Program für Kulipari – Die Frosch-Armee

Drama Desk Award
- 1985: Nominierung in der Kategorie Bester Darsteller in einem Musical/Komödie für Harrigan ’N Hart

Interactive Achievement Award
- 2010: Auszeichnung in der Kategorie Beste Synchronisation für Batman: Arkham Asylum (als Joker)

Behind the Voice Actors Awards
- 2012: Auszeichnung in der Kategorie Bestes Ensemble in einem Videospiel für Batman: Arkham Knight
- 2012: Auszeichnung in der Kategorie Bester Synchronsprecher in einem Videospiel für Batman: Arkham Knight (als Joker)
- 2012: Auszeichnung in der Kategorie Bester Synchronsprecher in einem Videospiel (Zuschauerpreis) für Batman: Arkham Knight (als Joker)
- 2013: Nominierung in der Kategorie Bester Synchronsprecher in einer Nebenrolle einer Fernsehserie für Mission Scooby-Doo
- 2015: Nominierung in der Kategorie Bester Synchronsprecher in einer Gastrolle einer Fernsehserie für Star Wars: The Clone Wars (als Darth Bane)
- 2015: Nominierung in der Kategorie Bester Synchronsprecher in einer Nebenrolle einer Fernsehserie für Turbo FAST
- 2016: Auszeichnung in der Kategorie Bestes Ensemble in einem Kurzfilm für Regular Show: Der Film
- 2016: Auszeichnung in der Kategorie Bestes Ensemble in einem Kurzfilm (Zuschauerpreis) für Regular Show: Der Film
- 2017: Auszeichnung in der Kategorie Bestes Ensemble in einem Kurzfilm (Zuschauerpreis) für Batman: The Killing Joke
- 2017: Nominierung in der Kategorie Bestes Ensemble in einem Kurzfilm für Batman: The Killing Joke
- 2017: Nominierung in der Kategorie Bestes Ensemble in einer Fernsehserie für Kulipari – Die Frosch-Armee
- 2018: Nominierung in der Kategorie Bestes Ensemble in einer Fernsehserie für Justice League Action

Disney Legends
- 2017: Auszeichnung für seine Rolle als Luke Skywalker in der Star-Wars-Reihe

## Hörspiele
- 1993: Star wars: the original Radio Drama (Hörspieladaption, als Luke Skywalker), Highbridge Audio, ISBN 978-0-942110-99-9
- 1995: Empire Strikes Back: The Original Radio Drama (Hörspieladaption, als Luke Skywalker), Titan Books Ltd, ISBN 978-1-85286-644-0

## Musikvideos
- 2021: George Harrison – My Sweet Lord (als Direktor des „Bureau of Certification“)[15]